# Mortal Kombat Arcade Kollection
Mortal Kombat Arcade Kollection est une compilation de jeux de combat sortie le 31 août 2011 en France, développée par Other Ocean Interactive et NetherRealm Studios, et éditée par Warner Bros. Interactive Entertainment.
La compilation regroupe les trois premiers épisodes de la série Mortal Kombat, elle est vendue uniquement en ligne et disponible au téléchargement sur XBLA (Xbox 360), PSN (PlayStation 3), et les services de distribution compatibles avec Windows.